# Gemini 9
Gemini 9 byl pilotovaný kosmický let v rámci amerického programu Gemini, který se uskutečnil ve dnech 3. – 6. června 1966. Někdy se označuje jako let Gemini 9A, V katalogu COSPAR získal označení 1966-047A. Byl to 11. let do vesmíru kosmonautů USA, 19. z planety Země.

## Posádka
- Thomas Stafford (2), velící pilot
- Eugene Cernan (1), pilot

V závorkách je uvedený dosavadní počet letů do vesmíru včetně této mise.
Původně vybraná hlavní posádka Elliott See a Charles Bassett zahynula při leteckém neštěstí 28. února 1966, tři měsíce před startem. Jejich letoun T-38 narazil při přistávacím manévru do budovy společnosti McDonnell v St. Louis, kde měli převzít dokončovanou kabinu Gemini 9.

### Záložní posádka
- Jim Lovell, velící pilot
- Buzz Aldrin, pilot

### Výstup do vesmíru
- Cernan
  - Začátek: 5. června 1966, 15:02:00 UTC
  - Konec: 5. června 1966, 17:09:00 UTC
  - Trvání: 2 hodiny 7 minut

## Průběh letu

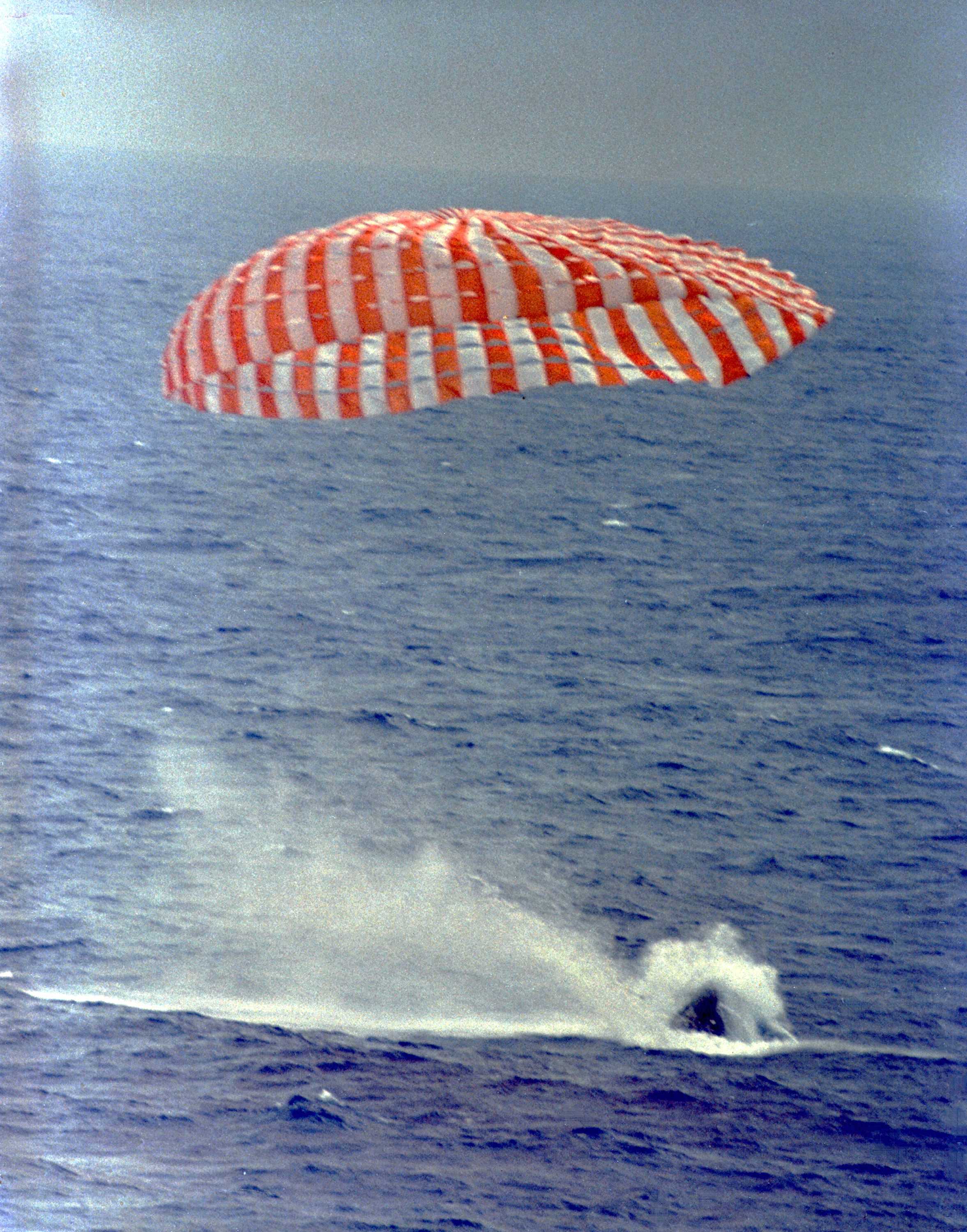
Přistání lodě Gemini 9

Start lodě byl po poledni 3. června 1966 na Floridě z mysu Canaveral. V posádce Gemini 9 byli velitel Thomas Stafford a pilot Eugene Cernan. Pro poruchu na pasivním cílovém tělesu Agena (nedostala se na orbitu) byly na náhradním cílovém objektu ATDA (proto 9A) provedeny celkem 3 různé přibližovací manévry bez konečného spojení. Důvodem byl neuvolněný kryt spojovacího uzlu. V průběhu letu byl proveden Cernanem dvouhodinový namáhavý výstup do kosmického prostoru na sedmimetrovém laně (tzv. EVA). Gemini přistála na padácích po třídenním letu na vlnách oceánu u Bahamských ostrovů, 3 km od čekající letadlové lodi USS Wasp, která kosmonauty nalodila na svou palubu.